# Pseudoserpusia
Pseudoserpusia is een geslacht van rechtvleugeligen uit de familie veldsprinkhanen (Acrididae). De wetenschappelijke naam van dit geslacht is voor het eerst geldig gepubliceerd in 1962 door Dirsh.

## Soorten
Het geslacht Pseudoserpusia omvat de volgende soorten:
- Pseudoserpusia flavocoerulipes Descamps & Wintrebert, 1967
- Pseudoserpusia polychroma Dirsh, 1962